# Fotografia em preto-e-branco

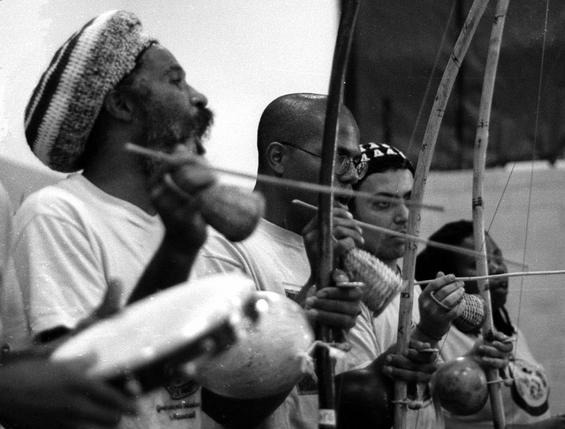
Exemplo de fotografia em preto e branco.

A fotografia em preto e branco(pt-BR) ou fotografia a preto e branco(pt-PT?) (P&B) representa o nascimento da fotografia, no início do século XIX.

## Evolução
Desde as primeiras formas de fotografia que se popularizaram, como o daguerreótipo, aproximadamente em 1830, até os filmes preto e branco atuais, houve muita evolução técnica, e diminuição dos custos.
Os filmes atuais têm uma grande gama de tonalidade, superior mesmo aos coloridos, resultando em fotos muito ricas em detalhes. Por isso as fotos feitas com filmes P&B são superiores às fotos coloridas convertidas em P&B.